# Pierre Lemonnier (football, 1993)
Pierre Lemonnier, né le 6 juillet 1993 à Rennes (France), est un footballeur français jouant au poste de défenseur central au Red Star FC.

## Biographie

### En club
Fils d'agriculteurs, Pierre Lemonnier commence le football à l'âge de quatre ans avec son frère dans le club de son village, l'US Bazouges-la-Pérouse. Les deux frères rejoignent ensuite le Stade rennais en 2003. En 2008, il est retenu pour intégrer le centre de formation du stade rennais. En 2011, il signe un contrat stagiaire de deux ans et commence sa carrière en seniors avec l'équipe B du club breton. Au bout de deux ans en réserve, le club lui propose un contrat amateur d'une année « avec comme mission d’encadrer les plus jeunes ».  
En fin de contrat à Rennes, il signe un nouveau contrat d'une saison avec l’équipe du Dijon FCO à l'été 2014. Il apparaît à une reprise en Coupe de la Ligue face au Stade lavallois et joue dix-huit matchs avec la réserve du club. Il est ensuite libéré par le DFCO à la fin de son contrat.   
En 2015, Lemonnier rejoint l'US Granville, qui évolue en CFA 2. Il fait partie de l'équipe qui atteint les quarts de finale de la Coupe de France 2015-2016, éliminée par l'Olympique de Marseille (0-1). Durant ce match, il se procure la meilleure occasion granvillaise avec une tête « trop piquée » reprise sur un corner. Sa performance est mise à l'honneur par Le Figaro, qui le nomme parmi les meilleurs joueurs de la rencontre. Il participe aussi à la montée en CFA de son club avec vingt-deux rencontres disputées sur la saison. Il aide son équipe à se maintenir au sein de cette division l'année suivante avec vingt-sept matchs joués et trois buts inscrits.    
Il rejoint ensuite Le Mans FC, promu en National 2. Ne ratant qu'une rencontre sur l'ensemble du championnat, il participe activement à la montée en National du club sarthois. La saison suivante, Lemmonier joue trente-deux matchs de championnat et marque deux buts lors des cinq derniers matchs, tous remportés par Le Mans, qui sécurise sa place pour les play-offs permettant de monter en Ligue 2. Lors du match aller face au Gazélec Ajaccio, les manceaux s'inclinent deux buts à un au MMArena. Au retour, ils ouvrent le score en fin de rencontre et quelques minutes plus tard, Le Mans marque le but validant sa promotion en Ligue 2. Lors de la saison 2019-2020, Lemonnier dispute sa première saison en deuxième division, mais le club est relégué en National avant la fin de saison initiale à cause de l'arrêt des championnats lié à la pandémie de Covid-19. L'année suivante, Le Mans rate les play-offs pour trois points, et reste en National.    
En 2021, Pierre Lemonnier signe un contrat de deux ans avec l'En avant Guingamp, en Ligue 2. Il apparaît régulièrement avec l'EAG et clôt la saison avec 29 matchs joués lors de sa première année dans les Côtes-d'Armor. Au début de l'exercice 2022-2023, il marque son premier but en Ligue 2 face au FC Sochaux-Montbéliard. Quelques semaines plus tard, il est victime d'une lésion des ligaments croisés face à l'AS Saint-Étienne. Malgré sa longue indisponibilité, il prolonge son contrat avec son club jusqu'en juin 2025.     

## Statistiques
| Saison                | Club                  | Championnat           | Championnat | Championnat | Championnat | Coupe nationale | Coupe nationale | Coupe nationale | Coupe de la Ligue | Coupe de la Ligue | Coupe de la Ligue | Total | Total | Total |
| Saison                | Club                  | Division              | M.          | B.          | P.d.        | M.              | B.              | P.d.            | M.                | B.                | P.d.              | M.    | B.    | P.d.  |
| 2014-2015             | Dijon FCO             | Ligue 2               | -           | -           | -           | -               | -               | -               | 1                 | 0                 | 0                 | 1     | 0     | 0     |
| 2015-2016             | US Granville          | CFA 2                 | 22          | 1           | 0           | 6               | 1               | 0               | -                 | -                 | -                 | 28    | 2     | 0     |
| 2016-2017             | US Granville          | CFA                   | 27          | 3           | 0           | 4               | 0               | 0               | -                 | -                 | -                 | 31    | 3     | 0     |
| Sous-total            | Sous-total            | Sous-total            | 49          | 4           | 0           | 10              | 1               | 0               | -                 | -                 | -                 | 59    | 5     | 0     |
| 2017-2018             | Le Mans FC            | National 2            | 29          | 2           | 0           | 2               | 0               | 0               | -                 | -                 | -                 | 31    | 2     | 0     |
| 2018-2019             | Le Mans FC            | National              | 34          | 3           | 0           | 4               | 0               | 0               | -                 | -                 | -                 | 38    | 3     | 0     |
| 2019-2020             | Le Mans FC            | Ligue 2               | 26          | 0           | 1           | 6               | 2               | 0               | -                 | -                 | -                 | 32    | 2     | 1     |
| 2020-2021             | Le Mans FC            | National              | 30          | 2           | 0           | -               | -               | -               | -                 | -                 | -                 | 30    | 2     | 0     |
| Sous-total            | Sous-total            | Sous-total            | 119         | 7           | 1           | 12              | 2               | 0               | -                 | -                 | -                 | 131   | 9     | 1     |
| 2021-2022             | EA Guingamp           | Ligue 2               | 29          | 0           | 0           | 1               | 1               | 0               | -                 | -                 | -                 | 30    | 1     | 0     |
| 2022-2023             | EA Guingamp           | Ligue 2               | 4           | 1           | 0           | -               | -               | -               | -                 | -                 | -                 | 4     | 1     | 0     |
| Sous-total            | Sous-total            | Sous-total            | 33          | 1           | 0           | 1               | 1               | 0               | -                 | -                 | -                 | 34    | 2     | 0     |
| Total sur la carrière | Total sur la carrière | Total sur la carrière | 201         | 12          | 1           | 23              | 4               | 0               | 1                 | 0                 | 0                 | 225   | 16    | 1     |

## Palmarès

### En club
- Le Mans FC
  - Champion de France de National 2 en 2018